# ترنيمة (ديانات)

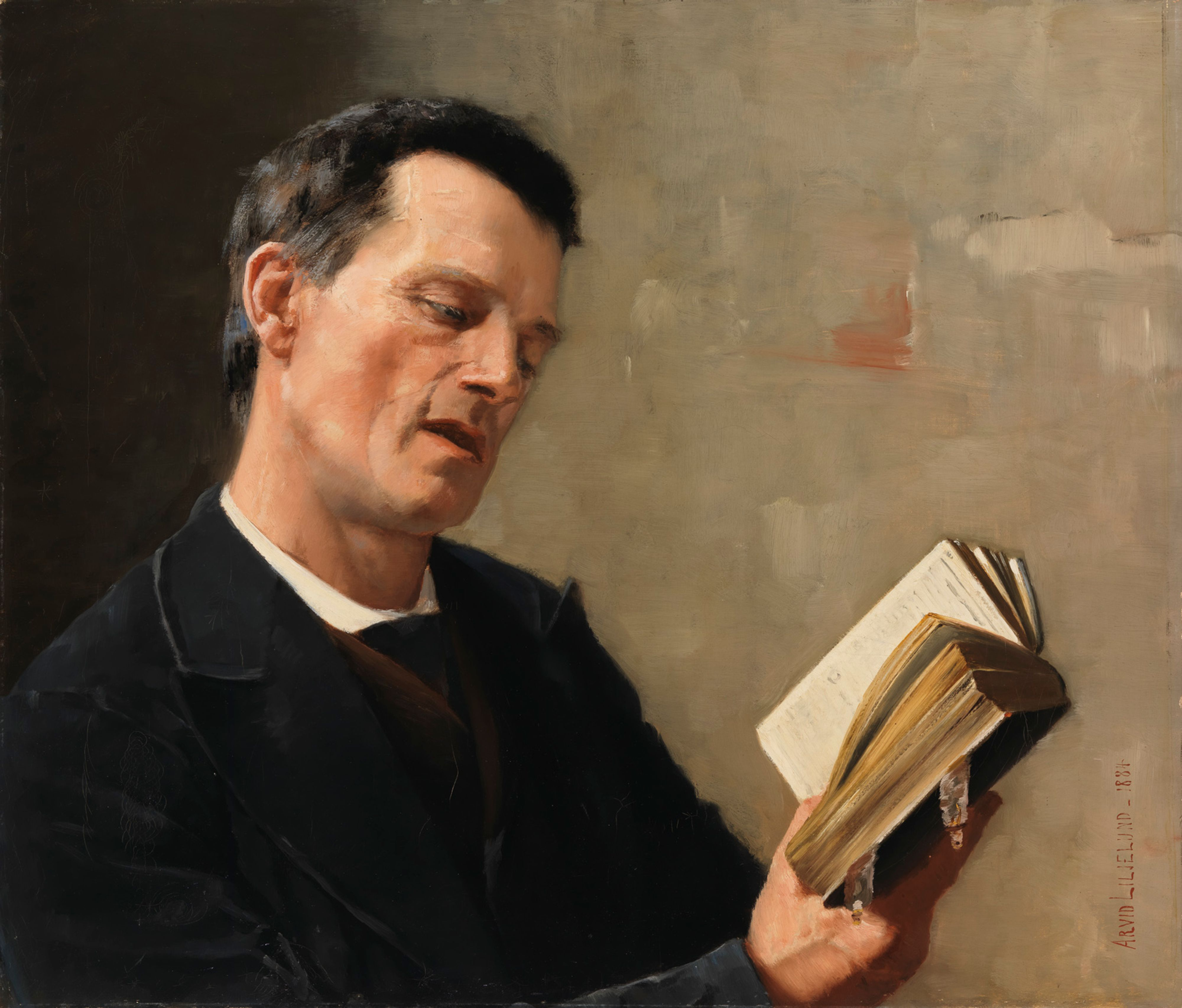

الترنيمة أو التسبيحة أو النشيد أو الترتيلة مصطلح يُستخدم لوصف طقوس عبادة أو صلاة تُقام بتلاوة أدعية أو مدائح أو نصوص مقدسة يصحبها لحن ونغم بغرض أداء صلاة أو العبادة تقربا لآلهة أو مقدس.
وصلنا من التراتيل القديمة تراتيل مصرية مثل ترنيمة آتون العظمى، ونصوص فيدا الهندوسية، ومزامير داود في اليهودية. أما ثقافة التراتيل المسيحية الغربية فترد إلى التراتيل الهومرية الإغريقية، وتظل التراتيل تحتل مكانا بارزا في الطقوس المسيحية.